# Whistler Blackcomb
Whistler Blackcomb là một khu nghỉ mát trượt tuyết nằm ở Whistler, British Columbia, Canada. Theo nhiều tài liệu, đây là khu nghỉ mát trượt tuyết lớn nhất ở Bắc Mỹ và có sức nâng lên dốc lớn nhất. Nó có Gondola Peak 2 Peak để di chuyển giữa các ngọn núi Whistler và Blackcomb ở trên cùng. Với tất cả công suất này, Whistler Blackcomb cũng thường là khu nghỉ mát trượt tuyết nhộn nhịp nhất, thường vượt qua con số 2 triệu du khách mỗi năm.
Whistler ban đầu được hình thành như một phần của nỗ lực giành chức vô địch Thế vận hội Mùa đông năm 1968. Mặc dù đấu thầu không thành công, việc xây dựng vẫn bắt đầu và khu nghỉ mát mở cửa lần đầu tiên vào tháng 1 năm 1966. Núi Blackcomb, ban đầu là một thực thể riêng biệt, mở cửa hoạt động vào tháng 12 năm 1980. Hai khu nghỉ dưỡng đã trải qua một thời kỳ cạnh tranh gay gắt trong suốt những năm 1980 và 90, với những nâng cấp và cải tiến không ngừng mà các khu nghỉ dưỡng khác chưa từng thấy. Đến giữa những năm 1990, khu vực này nhiều lần được vinh danh là khu nghỉ mát tốt nhất trong nhiều tạp chí trượt tuyết. Intrawest, công ty bất động sản BC đã phát triển Blackcomb, mua Whistler vào năm 1997 và sáp nhập hoàn toàn các hoạt động của họ vào năm 2003.